# 北斗紅磚市場
23°52′19″N 120°31′35″E / 23.872053°N 120.5263803°E

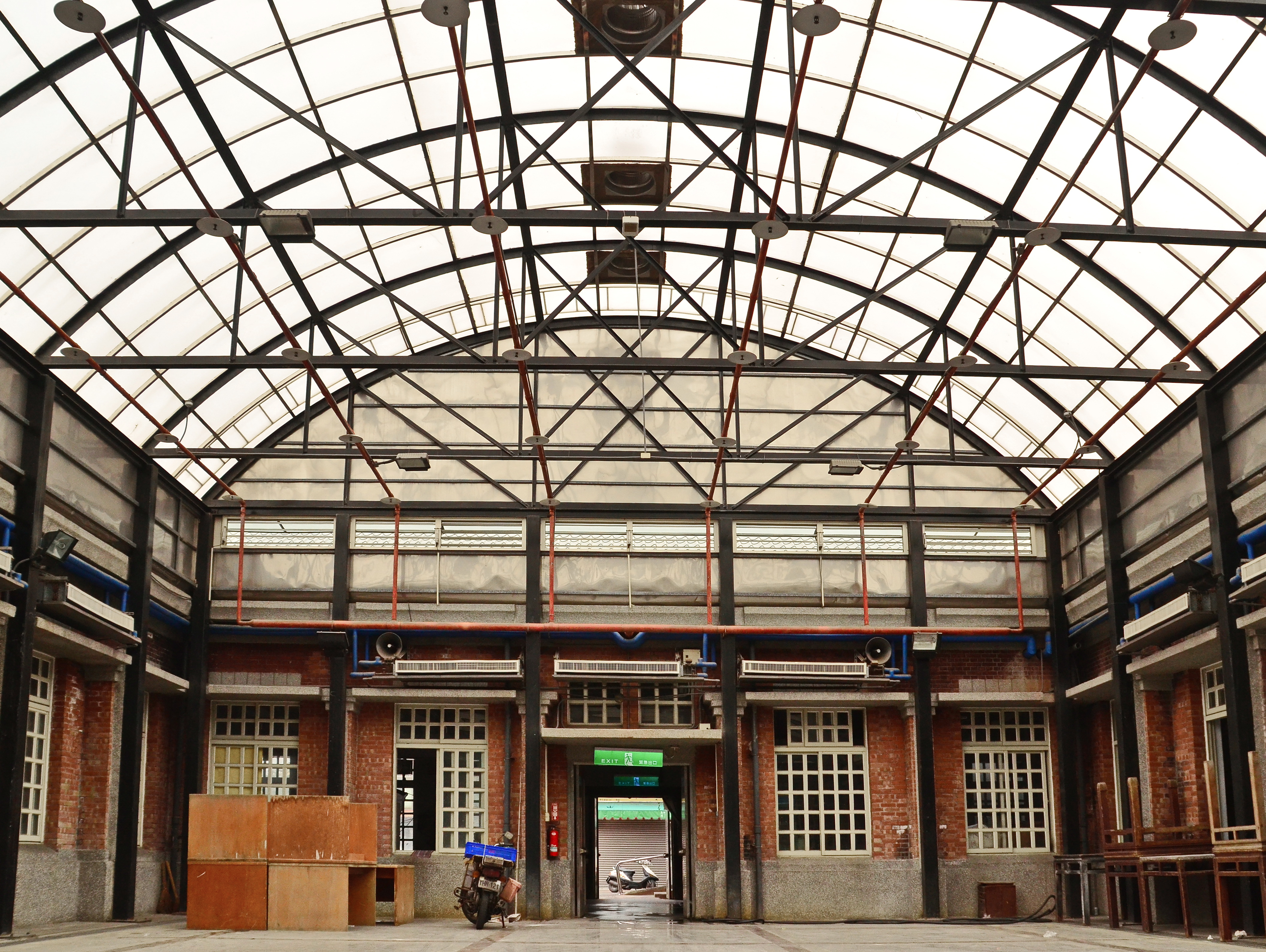
北斗紅磚市場的中庭架設弧形雨棚

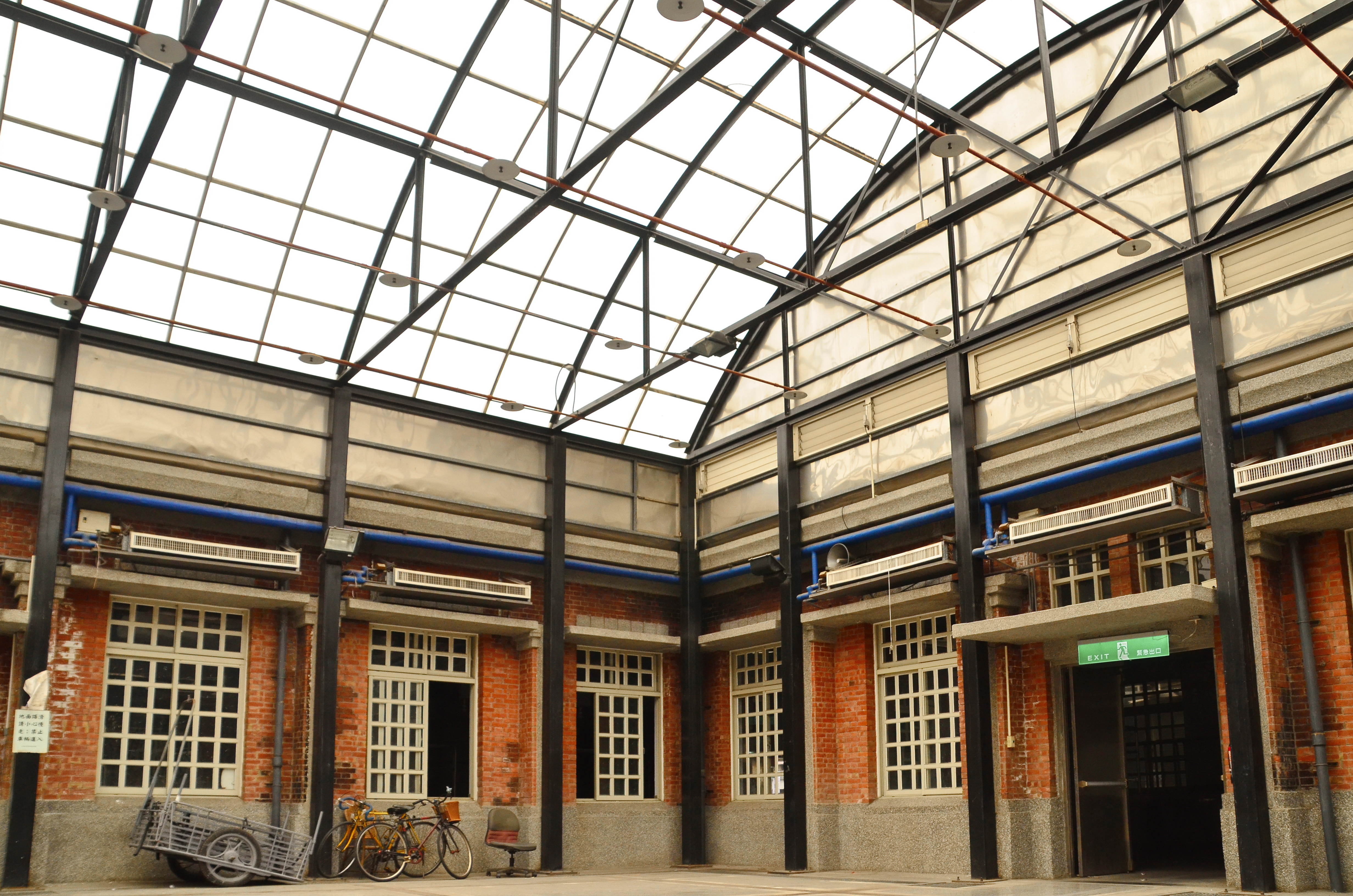
北斗紅磚市場的中庭

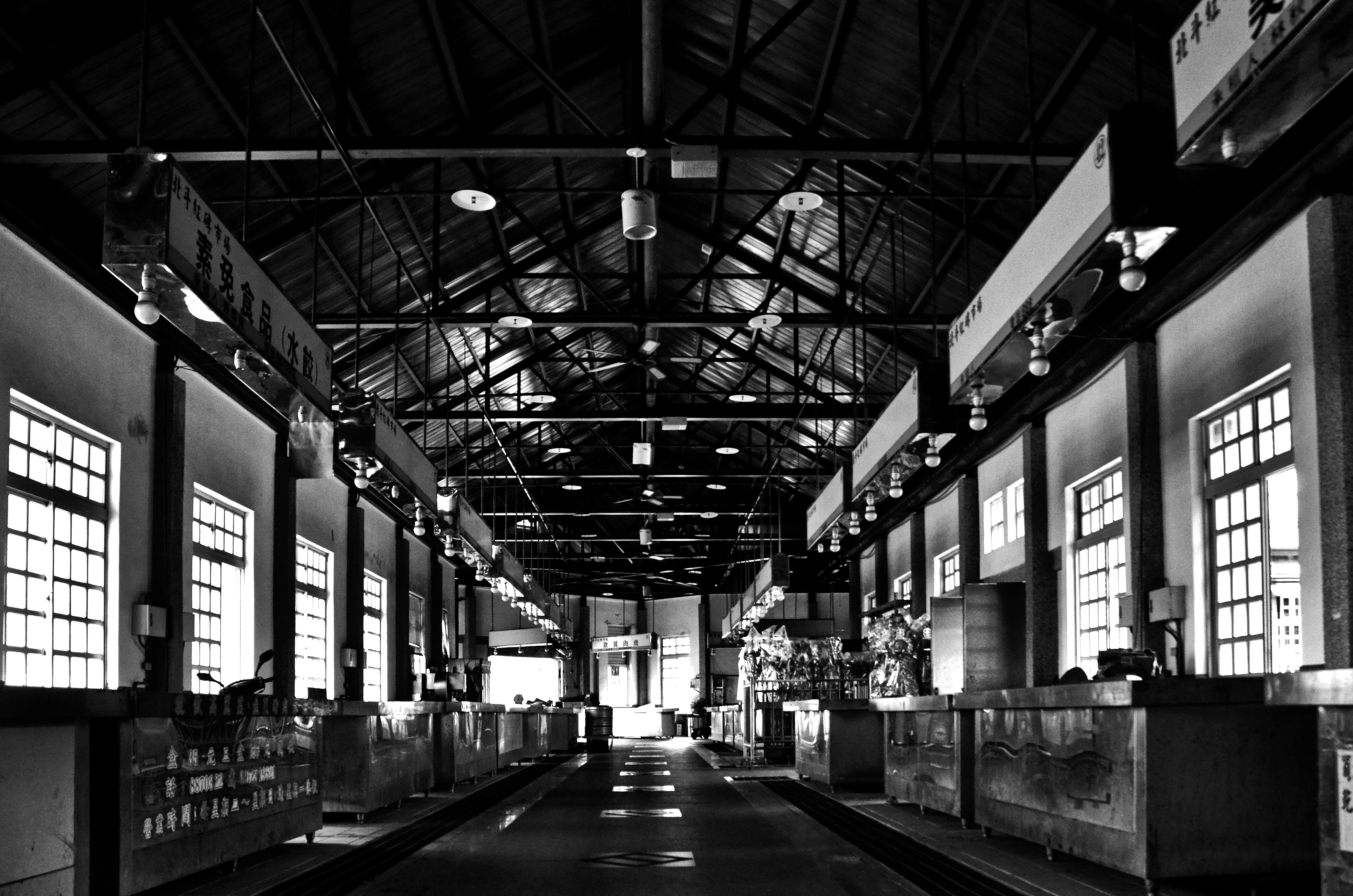
北斗紅磚市場

北斗紅磚市場是位於臺灣彰化縣北斗鎮的公有市場建築，於2008年4月11日公告為歷史建築。

## 歷史
北斗市場的歷史可追溯到日治時期明治32年（1899年）北斗街設置之臨時市場，後隨著臨時市場不敷使用，昭和6年（1931年）由地方計畫籌資三萬餘元，擴建市場規模，昭和10年（1935年）落成啟用；主體為磚造，屋架採用木架結構，落成後帶動北斗繁華榮景堪稱彰南第一；二戰後被稱為北斗零售市場，當時依然為北斗鎮最熱鬧的市場。2003年因電線走火造成火災，木造部分均焚毀僅剩紅磚外牆倖存。後由經濟部補助修復，於2004年6月整建完成，改稱為「北斗紅磚市場」，並規劃攤商進駐，但因鎮內市場商業機能轉移他處，人氣大不如前，未來則可能朝轉型文創空間來發展。

## 建築特色
北斗紅磚市場為北斗鎮現存日治時期大型的公有建築及罕見之公有零售市場，平面格局呈對稱之「回」字型。四個角落設有出入口，中埕天井可兼具採光功用。

## 外部連結
- 北斗紅磚市場